# 40 gradi all'ombra del lenzuolo
40 gradi all'ombra del lenzuolo è un film a episodi del 1976 diretto da Sergio Martino.
Nello stesso anno Martino diresse anche un seguito, intitolato Spogliamoci così, senza pudor....

## Trama

### La cavallona

Edwige Fenech (Emilia) e Tomas Milian (Marelli)

"La cavallona" è il soprannome dato a Emilia Chiapponi, giovane donna prosperosa e affascinante, sposata con un uomo distinto, che vive in una località della Romagna, Faenza, dove tutti gli uomini vorrebbero andare a letto con lei. L'unico a ignorarla pubblicamente nella sua esuberanza è il cavalier Marelli, un uomo molto poco avvenente, che le telefona ripetutamente accusandola di turbarlo nei suoi sogni - dove invero la seduce ricambiato - finché ella, che ne ignora totalmente l'aspetto e l'identità, gli propone un incontro chiarificatore. L'uomo, timidissimo, declina per poi scoprire amaramente di avere perso una splendida occasione poiché al posto suo si presenta per caso un altro uomo, altrettanto brutto e piuttosto corpulento, che si compiacerà poi pubblicamente raccontando il fatto ai compaesani.

### L'attimo fuggente
Due coniugi non riescono ad avere un rapporto sessuale completo a causa del marito, che soffre di disfunzione erettile. All'inizio i coniugi provano ad inscenare la situazione erotica di un autista al servizio di una ricca nobildonna in un picnic sul prato. Non essendo riusciti a concludere niente, restituiscono l'automobile al proprietario dell'autonoleggio, con il quale hanno un litigio. La moglie, esasperata dai continui fallimenti sessuali del marito, gli dà uno schiaffo e l'insulta dandogli del "culattone". A quel punto, l'offesa alla propria virilità sblocca l'inibizione del marito, che raggiunge una normale erezione. Sfortunatamente "l'attimo fuggente" si verifica in auto in mezzo al traffico, e durante il quale nessuno riesce a fermarli, nemmeno il carroattrezzi.

### La guardia del corpo

Marty Feldman (Alex) e Dayle Haddon (Marina)

Una guardia del corpo è incaricata di proteggere la vita di una giovane e avvenente ereditiera. L'uomo, per adempiere al meglio al proprio dovere, non esita a seguirla ovunque: in camera da letto, in bagno e perfino quando è nuda, privandola di ogni riservatezza. Ad accrescere il disagio contribuisce anche l'aspetto fisico dell'uomo, che possiede uno sguardo inquietante con due occhioni strabici fuori dalle orbite. Esasperante è anche il comportamento che egli tiene con gli amici della cliente, che vengono controllati in maniera ossessiva. A causa di questo zelo, avrà uno scontro con lo spasimante della donna dal quale nascerà una situazione ricca di sorprese: alla fine guardia del corpo e cliente diventeranno grandi amici.

### I soldi in bocca
A Zurigo Salvatore è un misterioso faccendiere che si presenta a casa di una ricca e avvenente signora sposata e le offre una grossa somma di denaro in cambio di un rapporto sessuale. Quest'ultima, sentendosi offesa perché trattata da prostituta, prima lo caccia, ma poi, convinta dalle sue parole, ci ripensa e accetta. Questa situazione si ripete ancora due volte: prima a casa e poi nel bagno femminile dell'aeroporto, mentre la donna attende l'arrivo del marito, un corpulento industriale. Dopo il coito avvenuto in bagno, la donna scopre con sorpresa che il marito collabora col faccendiere, assunto per esportargli falsamente una grossa somma di denaro. La donna capisce di essere stata imbrogliata, in quanto il denaro consegnatole dal lussurioso faccendiere era, in realtà, il denaro del marito portato in Svizzera illegalmente e che ora deve riconsegnare a quest'ultimo per non dare spiegazioni sull'accaduto.

### Un posto tranquillo

Sydne Rome (Marcella) e Aldo Maccione (Adriano)

Napoli. Adriano è un uomo distinto, che visita un appartamento offerto in affitto. Durante la visita vede dalla finestra un'affascinante ragazza in bilico sul cornicione del condominio, in procinto di suicidarsi. Dopo averla distolta dal suo proposito, cerca di confortarla e, notandone l'avvenenza, tenta anche un approccio sessuale, che fa scattare in lei un'ingenua scintilla d'amore. L'incontro romantico nella casa di lei non riesce però a concretizzarsi per la presenza del cane della ragazza, di nome Otello. L'animale, un pastore tedesco di grossa taglia, feroce e in grado di aprire le porte delle stanze, non tollera che degli sconosciuti si accostino alla padrona e ringhia continuamente verso l'uomo. In un momento di spavento Adriano arriva a defecarsi addosso nel letto della ragazza, cosa che lo convince a desistere dall'amplesso e a salutare la ragazza, che voleva già presentarlo al padre, alla quale svela anche di essere sposato con figli. L'uomo tentando di sfuggire all'ennesima aggressione del cane, finisce a sua volta sul cornicione dove si paralizza per la paura. I passanti credendolo un suicida chiamano i pompieri, che tentano, con un maldestro prete lì sopraggiunto, di distoglierlo dall'intento, mentre dentro casa la ragazza minaccia Otello di portarlo al canile per aver fatto fuggire il suo amore. Notando Adriano sul cornicione, la fanciulla lo raggiunge, ma l'improvvisa ricomparsa del cane fa perdere l'equilibrio all'uomo che precipita, senza conseguenze, sul telone di salvataggio preparato dai vigili del fuoco. L'uomo si salva, ma, appena ripresosi dallo choc, è di nuovo attaccato e messo in fuga dal cane.

## Produzione
Ad ottobre 1975, a poco più di due mesi all'uscita in sala, Martino aveva già girato 4 episodi su 5; il primo episodio avrebbe dovuto essere quello con Giovanna Ralli e Alberto Lionello, col titolo La Rolls-Royce; il secondo l'episodio con Aldo Maccione e Sydne Rome dal titolo 15ª ora; il terzo quello con Tomas Milian ed Edwige Fenech dal titolo Lo stupratore; il quarto l'episodio con Marty Feldman dal titolo La guardia del corpo; il titolo di quest'ultimo episodio è l'unico ad essere confermato nella copia finale. Secondo la cronaca dell'epoca mancava da girare l'ultimo episodio dal titolo L'arabo, con protagonista Ursula Andress; tuttavia questo episodio non vedrà mai la luce, venendo sostituito con l'episodio con Enrico Montesano e Barbara Bouchet.
(Sergio Martino)
Ferruccio Castronuovo lavorò in qualità di aiuto regista.

### Riprese
Il film è stato quasi interamente girato a Roma. Nell'episodio La cavallona, sebbene ambientato a Faenza, di cui è brevemente visibile Palazzo Manfredi e la Torre dell'Orologio, la villa in cui vive Emilia (Fenech) si trova nel quartiere romano della Bufalotta, mentre la biblioteca che fa parte della casa di Marelli (Milian) è quella di Palazzo Primoli. Nell'episodio L'attimo fuggente una scena fu girata di fronte alla fontana dell'Acqua Paola. La scena iniziale dell'episodio I soldi in bocca fu girata a Zurigo sul ponte detto Quaibrücke. L'edificio in cui si svolge l'ultimo episodio, Un posto tranquillo, si trova a Frascati.
Gli interni furono realizzati nei teatri di posa Rizzoli Palatino a Roma.

## Colonna sonora
La colonna sonora fu composta da Guido e Maurizio De Angelis. Fu distribuita il 9 febbraio 1976 su dischi 45 giri prodotto da CBS-Sugar e distribuito da Messaggerie Musicali.  Il lato A contiene la traccia intitolata 40 gradi; il lato B la seconda traccia dal titolo All'ombra del lenzuolo. Sulla copertina è presente Barbara Bouchet.
Nel 1979 fu distribuito un 33 giri, prodotto da Cometa Edizioni Musicali, con la colonna sonora del film Mannaja, arrangiata anch'essa dai fratelli De Angelis. Nel lato B è presente la colonna sonora di 40 gradi all'ombra del lenzuolo, contenente 6 tracce.
Nel 2012 fu distribuito un CD, prodotto ancora da Cometa Edizioni Musicali, contenente 28 tracce. Ridistribuito nel 2016 dalla EMI.

## Distribuzione
La commissione di revisione cinematografica fece alleggerire due scene: nell'episodio La cavallona fu alleggerita la sequenza in cui Marelli (Tomas Milian) denuda Emilia (Edwige Fenech) tagliandole i vestiti; nell'episodio I soldi in bocca furono rimosse alcune brevi sequenze del rapporto carnale nel bagno dell'aeroporto tra Salvatore (Enrico Montesano) e Barbara (Barbara Bouchet).
Con questi tagli fu distribuito, col divieto di visione ai minori di 14 anni, nel gennaio 1976.
Nel 1992 si ebbe una seconda revisione, effettuata per conto di Reteitalia, per poter trasmettere il film in televisione senza alcun divieto. Da questa revisione il film subì un ulteriore taglio di 5 sequenze: nell'episodio La cavallona fu ulteriormente alleggerita la scena del denudamento di Emilia; furono inoltre rimosse alcune sequenze nella scena nell'aula del tribunale, in cui Marelli vestito da carabiniere sfila le mutandine di Emilia con la spada; nello stesso episodio fu infine alleggerita la scena d'amore tra Marelli vestito da Dracula ed Emilia. Nell'episodio I soldi in bocca fu rimossa una breve sequenza di Salvatore (Montesano) che bacia animosamente i seni di Barbara (Bouchet) a letto; nello stesso episodio fu ulteriormente alleggerita la scena del rapporto amoroso tra i due nel bagno dell'aeroporto.
In Gran Bretagna e Stati Uniti fu distribuito doppiato in inglese col titolo Sex with a Smile.
In Irlanda fu distribuito col titolo The Bodyguard censurato dell'intero primo episodio.

## Accoglienza

### Critica
(l'Unità, 10 gennaio 1976)
(Achille Valdata, Stampa Sera, 23 gennaio 1976)